# Gabriel Clausi
Gabriel „El Chula“ Clausi (* 30. August 1911 in Buenos Aires; † 17. Februar 2010) war ein argentinischer Bandoneonist, Bandleader, Tangokomponist und –dichter.

## Leben und Wirken
Clausi hatte den ersten Bandoneonunterricht bei seinem älteren Bruder Pascual. Seinen ersten professionellen Auftritt hatte er 1924 mit einem Quintett, das von Andrés Dáquila, dem Lehrer Astor Piazollas, geleitet wurde. Weitere musikalische Partner in dieser Zeit waren u. a. Arturo Severino, Luis Addesso, Bernardo Germino, Arturo Abrucesse und Juan Carlos Ghio. Im Orchester Milano-Ropi wurde der Pianist Gaetano Grossi sein Lehrer.
1926 wurde er Mitglied im Orchester Francisco Pracánicos, dem neben dessen Brüdern Domingo und Alejandro Miguel Caló, Domingo Precona und der Sänger Carlos Dante angehörten. Clausi wirkte an fast allen Aufnahmen Pracánicos mit. Darauf wurde er als Nachfolger von Roberto Dolard Mitglied im Orchester von Carlos Vicente Geroni Flores. 1928 entstanden Aufnahmen mit dem Orchester Juan Maglios ("Pacho") und dem Trío Pacho (mit Ernesto Di Cicco und Federico Scorticati). Parallel trat er mit Minotto Di Cicco im Armenonville und mit Roberto Firpo im Palace auf.
Von 1929 bis 1934 war Clausi Mitglied im Orchester Pedro Maffias und spielte dort bei allen Aufnahmen bei den Labels Columbia Records und Brunswick. Hierauf wechselte er zu Julio De Caro. Mit dessen Orchester, das aus dem Pianisten Francisco De Caro, den Bandoneonisten Carlos Marcucci, Rolando Marcucci und Félix Lipesker, den Geigern Luis Gutiérrez del Barrio und Mauricio Saiovich, dem Kontrabassisten Francisco De Lorenzo und dem Sänger Juan Carlos Otero bestand, spielte er bis 1940 bei Radio Splendid.
Nach einer Tournee durch Mittelamerika mit Juan Canaro schloss er sich 1942 dem Orchester von Arturo De Bassi bei Radio Splendid an. 1944 unternahm er mit den Brüdern José und Alberto De Caro, dem Geiger Antonio Rodio und den Sängern Ricardo Ruiz und Héctor Insúa eine Tournee durch Chile. Er blieb dort bis 1954 und spielte in der Zeit etwa 150 Aufnahmen ein, u. a. mit Pepe Aguirre, Chito Faró, Carmen Carol, Víctor Acosta, Arturo Roa, Carlos Morán, Sonia und Miriam Santa Cruz, Carmen Idal, Roberto Rufino, Andrés Falgás, Ricardo Ruiz, Raúl Garcés und Armando Arolas.
Nach seiner Rückkehr nach Argentinien schloss er sich dem von Pedro Maffia und Alberto Gómez gegründeten Orchester an. Später gründete er für seine Aufnahmen das eigene Plattenlabel Chopin. Dort nahm u. a. auch der Sänger Jorge Falcón unter seinem wirklichen Namen Luis Iglesias auf.